# 에콜 상트랄 릴
에콜 상트랄 릴(Ecole Centrale de Lille)은 프랑스 릴에 위치한 이공계 그랑제콜 대학원이다. 에콜 상트랄 (파리), 에콜 상트랄 리옹 등과 더불어 상트랄 대학원 연합 및 TIME 연합(유럽 선도 공과대학 네트워크)의 일원이며, 또한 항공우주, 철도교통, 에너지, 전자산업 등 다양한 분야의 산학협력에 중점을 두고 있다.

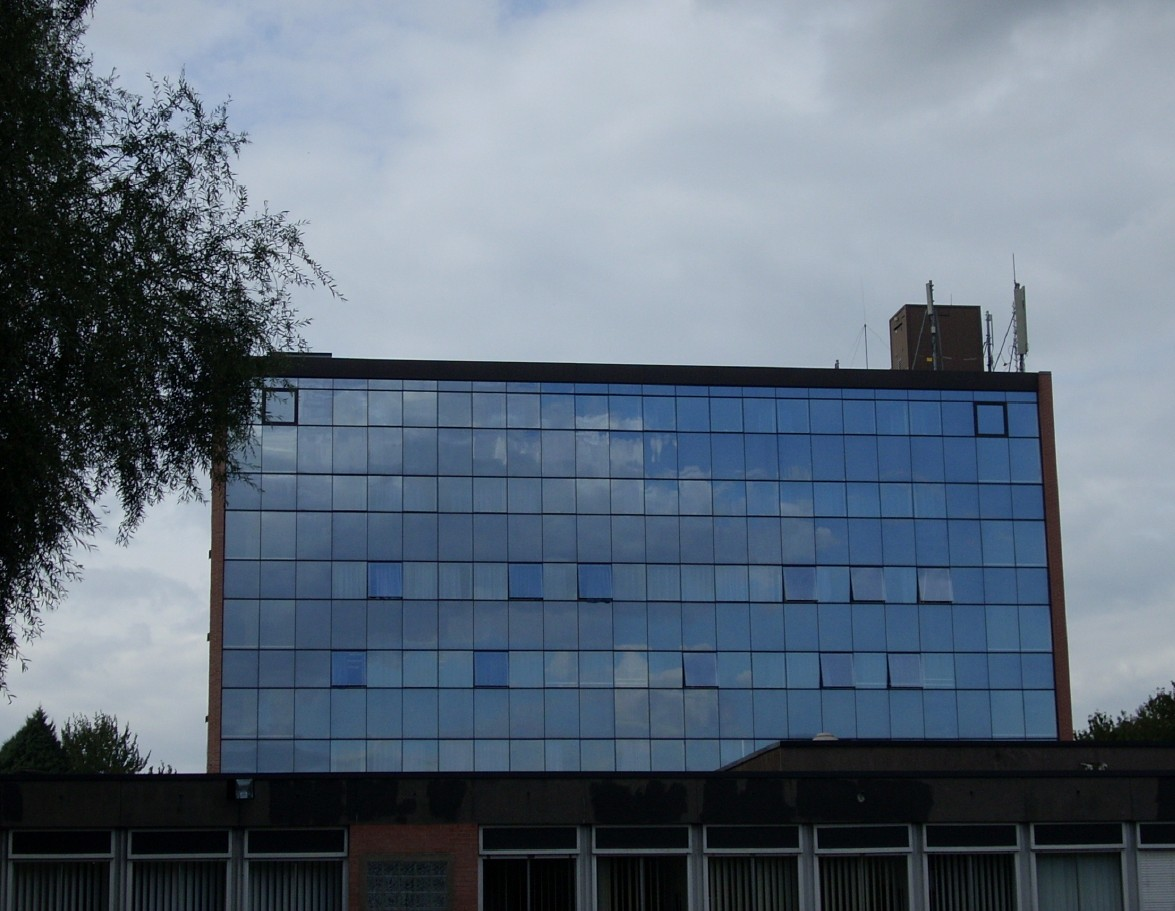
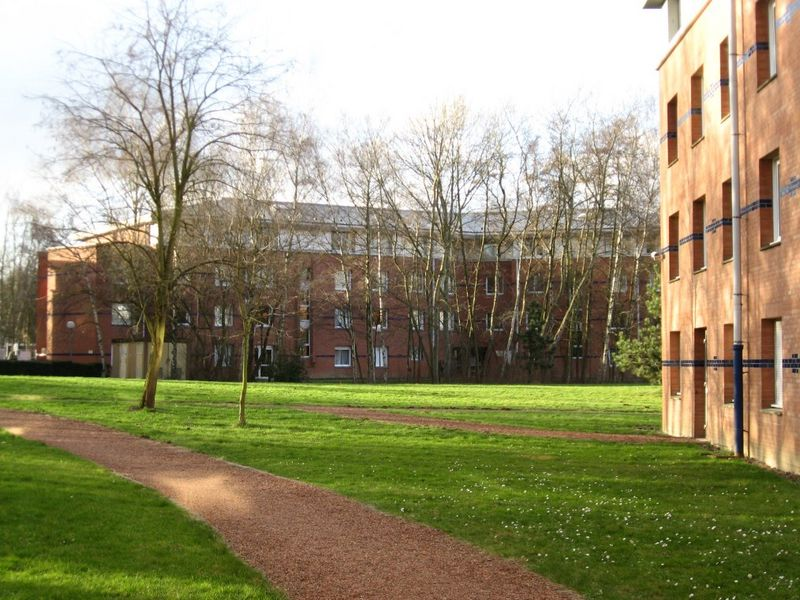
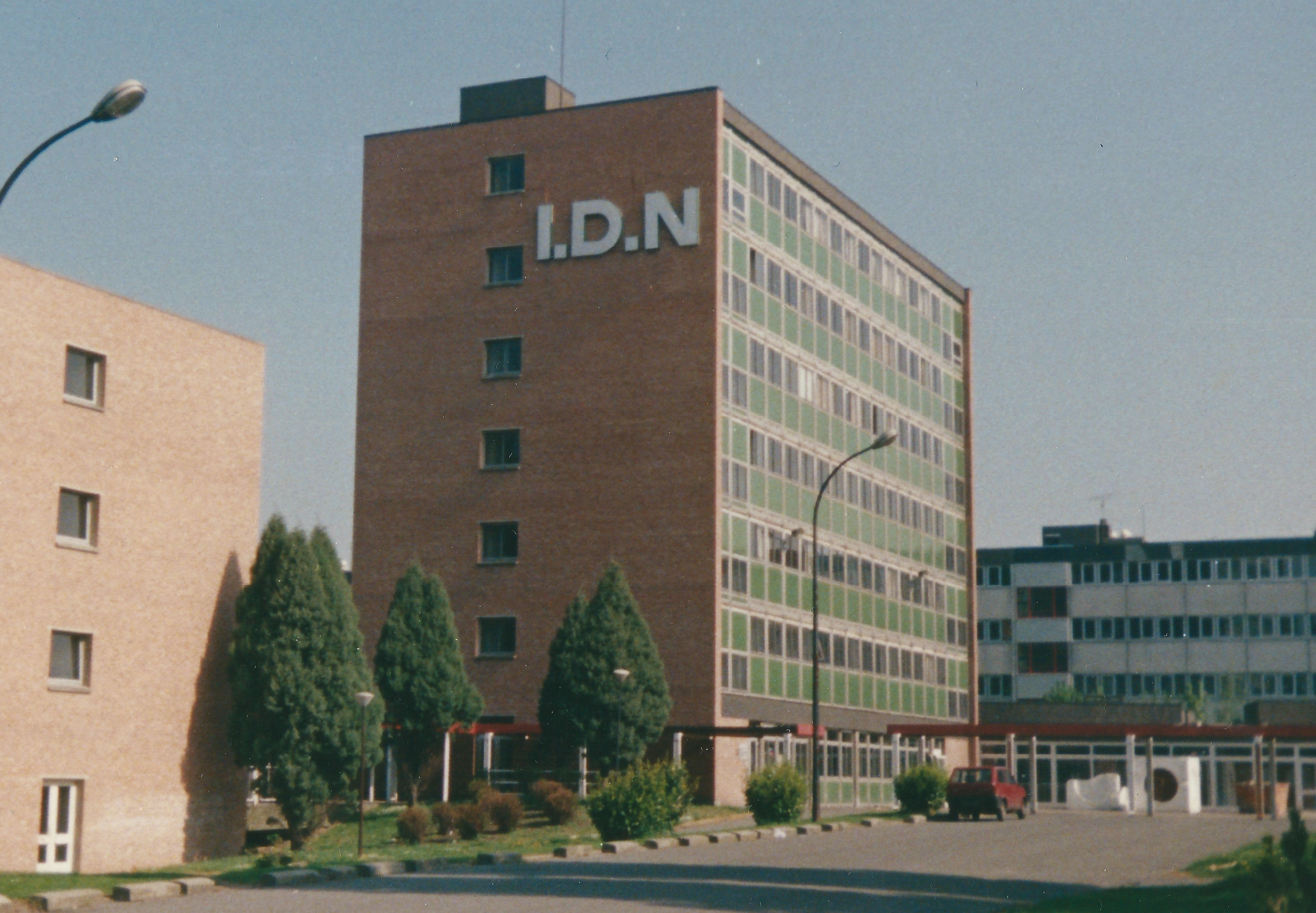
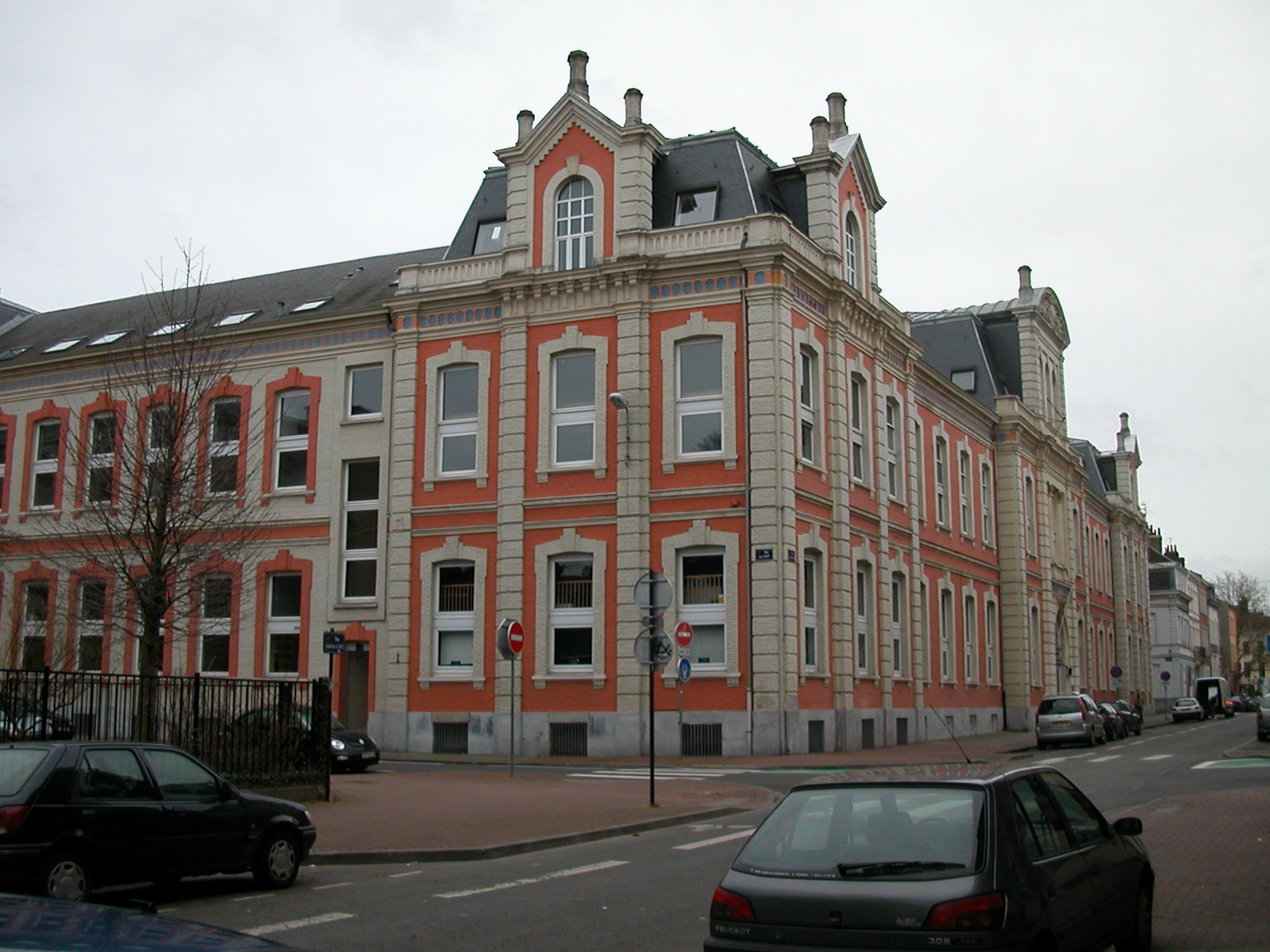
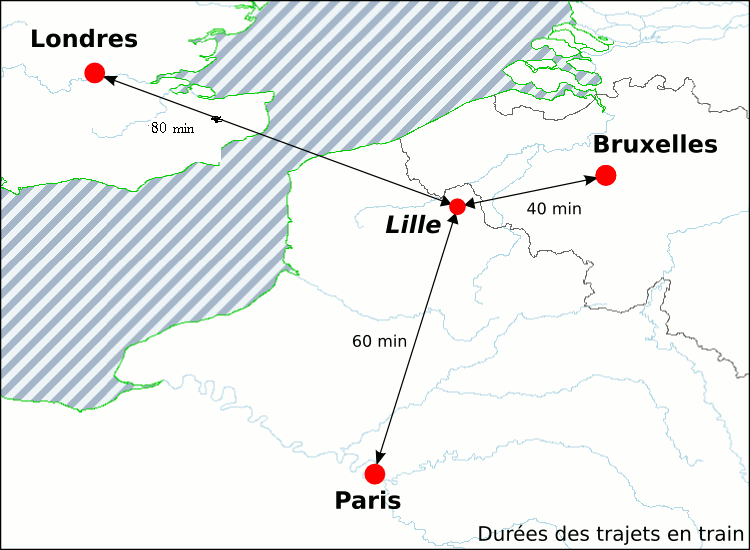
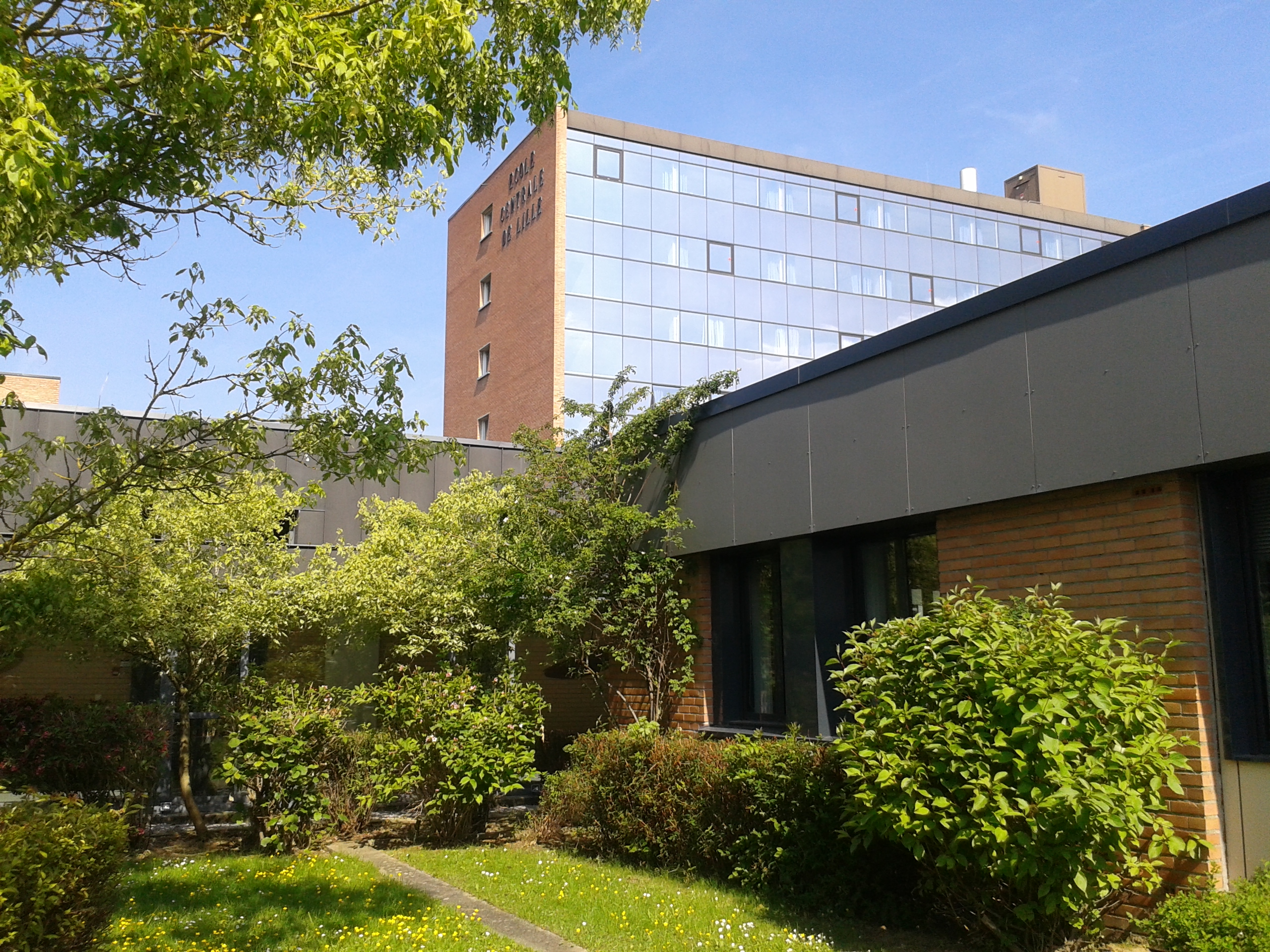

## 같이 보기
- 상트랄 대학원 연합